# Financiële-verhoudingswet
De Financiële-verhoudingswet (Fvw) regelt de financiële betrekkingen tussen het Rijk en provincies en gemeenten. In de wet worden de regels en eisen aan de verschillende uitkeringstypen geregeld waarmee middelen aan decentrale overheden worden verstrekt. De eisen die aan de verdeling van de algemene uitkering (AU) van het gemeente- en provinciefonds hebben het zwaarste accent in de Fvw.  De wet is voor het laatst grondig herzien in 1996 (met betrekking tot het gemeentefonds) en nadien enkele malen gewijzigd (waaronder in 2008 bij de introductie van de decentralisatie-uitkering en in 2017 ten bate van de verdeling van het provinciefonds). De oorspronkelijke wet stamt uit 1897. 

## Uitvoering door de minister BZK

### Uitkering van twee begrotingsfondsen
De minister BZK stelt jaarlijks een deel van de rijksbegroting beschikbaar voor het provinciefonds en het gemeentefonds. De wet geeft een aantal kenmerken en onderscheidingen waarmee de verdeelmaatstaven voor het provinciefonds en het gemeentefonds bepaald worden. Zo spelen bijvoorbeeld het aantal inwoners, het grondgebied een rol spelen bij de verdeling van gelden. Welke maatstaven worden gehanteerd, op welke wijze en volgens welke bedragen wordt nader in gevuld door Algemene Maatregelen van Bestuur en regelingen en besluiten van de ministers.

### Periodiek Onderhoudsrapport (POR)
Het (POR) is een jaarlijks rapport, dat tot doel heeft inzicht te geven in de werking van het verdeelstelsel van het gemeentefonds in vergelijking met de ontwikkeling van de kostenstructuur
bij de gemeenten. Ook geeft het POR inzicht in vraagstukken die
spelen in de financiële verhouding in bredere zin. Het POR wordt jaarlijks aan de Tweede Kamer aangeboden als bijlage bij de begroting van het gemeentefonds.

### Circulaires
Het ministerie BZK werkt met circulaires om gemeenten en provincies te informeren over het ontwikkelingen van het gemeentefonds en het provinciefonds.
Tweemaal per jaar, in mei en september (en indien nodig vaker), verschijnt een circulaire die gemeenten informeert over de ontwikkeling van de algemene uitkering, die het gevolg is van de
ontwikkeling van de netto gecorrigeerde rijksuitgaven (het accres) én van allerlei beleidsmaatregelen van het Rijk die leiden tot toevoegingen en uitnames.
Daarnaast is er nog een circulaire in maart, gekoppeld aan de Jaarrekening van het Rijk. In deze circulaire wordt achteraf de definitieve stand opgemaakt van het gemeentefonds in het
voorafgaande jaar. De circulaires worden ter kennisneming naar de Eerste en Tweede Kamer gezonden.

### Financieel toezicht
In artikel 12 van de wet wordt het rijktoezicht geregeld als gemeenten er financieel slecht voorstaan. De Inspectie Financiën Lokale en provinciale Overheden (IFLO) adviseert het ministerie of een gemeente de zogenaamde artikel 12-status moet krijgen.

## Uitvoering door Provincies en Gemeenten
Op grond van de wet kunnen Provincies en Gemeenten jaarlijks ontvangen een :

### Algemene uitkering
Op grond van vele tientallen maatstaven kan berekend worden welk bedrag de
algemene uitkering voor een gemeente bedraagt. Doel is een verdeling van de
beschikbare financiële middelen over gemeenten te realiseren die elk van de gemeenten in staat stelt om hun inwoners een gelijkwaardig voorzieningenpakket tegen globaal gelijke lastendruk te
kunnen leveren. Met de algemene uitkering krijgen voor provincies en gemeenten vrijbesteedbare middelen beschikbaar om zelf te beslissen welke taken worden verricht.

### Integratie-uitkering
Als een toevoeging aan de algemene uitkering in één keer bezwaarlijk is
vanwege de omvang van de herverdeeleffecten wordt een integratie-uitkering
toegepast. Deze uitkering voorziet dan in een geleidelijke overgang van
specifieke uitkering of eigen inkomsten naar de algemene uitkering.

### Decentralisatie-uitkering
Met ingang van 2009 is er naast de algemene uitkering en de integratie-uitkering ook de
decentralisatie-uitkering. Deze nieuwe uitkering is nodig voor de
kabinetsdoelstelling om het aantal specifieke uitkeringen te verminderen
De verdeling van de decentralisatie-uitkering volgt evenmin als de integratie-uitkering de regels van de verdeling van de algemene uitkering. Anders dan bij de integratie-uitkering,
waar de termijn van overheveling naar de algemene uitkering van tevoren
vaststaat, ontbreekt bij de decentralisatie-uitkering een dergelijke termijn.
Dat maakt de uitkering geschikt voor de overheveling van specifieke
uitkeringen, ook als die termijn nog niet bekend is. Ook maakt het de
uitkering geschikt voor middelen die slechts tijdelijk beschikbaar zijn.

### Specifieke uitkering
als er sprake is van het bereiken van rijksdoelen en van openbaar belang spelen specifieke uitkeringen een rol in de verhouding tussen Rijk en medeoverheden. Twee aspecten hebben in het bijzonder aandacht gekregen.
- Niet alleen de verstrekking direct door een minister, maar ook indirect, bijvoorbeeld vanuit een agentschap, resulteert in een specifieke uitkering.
- Daarnaast is verwoord dat bij meerdere groepen ontvangers het deel van de geldstroom dat de medeoverheden ontvangen als specifieke uitkering wordt aangemerkt.

### Aanvullende uitkering
Als gevolg van een artikel 12-status kan aan een gemeente een aanvullende uitkering
worden verstrekt

### Informatieplicht
De wet verplicht gemeenten financiële informatie te verstrekken aan het ministerie BZK en aan het CBS

## Kosten en middelen

### Gemeentefonds
Voor 2010 is begroot dat het Gemeentefonds in totaal ruim € 18,037 miljard uitkeert. Per inwoner komt de uitkering uit op een landelijk gemiddelde van € 1.091 per inwoner. Het uitkeren van het gemeentefonds kost het Rijk € 10 miljoen. Het fonds bestaat uit :
- de algemene uitkering € 15,627 miljard
- de integratie-uitkeringen € 1,682 miljard
- de decentralisatie-uitkeringen € 0,727 miljard

Naast deze middelen ging er in 2009 van diverse ministeries nog eens € 10,839 miljard direct naar gemeenten via specifieke uitkeringen. Ook gaat er € 1.741 miljard naar gemeenten in de WGR-plusregio's. Bij ministeries VenW, LNV, SZW, JenG en WWI gaat tussen de 20% en 30% van de uitgaven via specifieke uitkeringen naar de medeoverheden. Bij VROM gaat zelfs 50% van de uitgaven via specifieke uitkeringen naar de medeoverheden

### Provinciefonds
Voor 2010 is begroot dat het Provinciefonds in totaal ruim € 1,302 miljard uitkeert. Per inwoner komt de uitkering uit een landelijk gemiddelde van € 79 per inwoner. Het uitkeren van het provinciefonds kost het Rijk € 100.000. Het fonds bestaat uit :
- de algemene uitkering € 1,250 miljard
- de integratie-uitkeringen € 42,202 miljoen
- de decentralisatie-uitkeringen € 9,833 miljoen